# Mineros de Zacatecas
A Mineros de Zacatecas (nevének jelentése: zacatecasi bányászok) a mexikói Zacatecas város labdarúgócsapata, jelenleg a másodosztályú bajnokságban szerepel.

## Története
Amikor véget ért a másodosztályú bajnokság 2014-es Clausura szezonja, a guadalajarai Estudiantes Tecos csapat tulajdonosa, a Grupo Pachuca úgy döntött, megszünteti az együttest, és jogát átruházza egy új csapatra, a frissen alapított Mineros de Zacatecasra. Indoklásként azt hozták fel, hogy Guadalajarában már túl sok csapat van, Zacatecas viszont egy olyan állam, ahol nincs jelen a professzionális labdarúgás. A klub bemutatásán részt vett Zacatecas állam kormányzója, Miguel Alonso Reyes is.
Másodosztályú szereplésüket 2014. július 18-án kezdték meg, első mérkőzésükön a Correcaminos de la UAT otthonában értek el egy 0–0-s döntetlent. Első győzelmüket második, ezúttal hazai mérkőzésükön szerezték meg a Necaxa ellen, amikor is sporttörténelmet írtak: Gustavo Ramírez a mexikói labdarúgás történetének leggyorsabb gólját szerezte: a kezdés után mindössze 4 másodperccel már a kapuban volt a labda.
Eredeti címerében a piros címerpajzs fölött zölddel a város néhány jelképe, a La Bufa és a vízvezeték látszott, ám 2017 nyarán ezt a címert lecserélték egy olyanra, amelynek alakja és többek között a benne levő labda és felirat elrendezése és mérete is más, a tetején pedig már egy stilizált korona látható.

## Stadion
A csapat stadionja a 18 000 férőhelyes Estadio Francisco Villa, amit 1986-ban avattak fel a Leones Negros és a dél-koreai labdarúgó-válogatott fiataljainak összecsapásával. Az első első osztályú bajnoki mérkőzést 1996. szeptember 8-án rendezték benne, ekkor a Santos Laguna és a Guadalajara találkozott egymással.